# Грачёв, Олег Алексеевич
Олег Алексеевич Грачёв (р. 27 августа 1950, Брест, Белоруссия) — украинский учёный, политик и общественный деятель, народный депутат Украины (1998—2006), академик Международной славянской академии наук.

## Биография
Родился в семье офицера-фронтовика. Окончил Брестский инженерно-строительный институт (1972), работал в нём ассистентом кафедр сопротивления материалов и теоретической механики, строительной механики и строительных конструкций.
С 1977 проживает в Киеве. Окончил аспирантуру Института механики Академии наук УССР, кандидат технических наук (1984). Работал в названом институте научным сотрудником, потом — старшим научным сотрудником Института математики АН УССР. С 1998 — заведующий отделом проблем деятельности и стратегии развития НАН Украины Центра исследований научно-технического потенциала и истории науки имени Г. М. Доброва НАН Украины.
С 1998 по 2006 — народный депутат Украины от Коммунистической партии Украины, первый заместитель председателя Комитета по иностранным делам Верховного Совета Украины, долгое время исполнял обязанности председателя этого Комитета, возглавлял депутатскую группу Верховного Совета Украины по межпарламентским связям с Республикой Беларусь, был руководителем депутатской группы Верховного Совета Украины по содействию урегулированию приднестровского конфликта. Награждён Почетной грамотой Верховного Совета Украины.
Научно-инженерные исследования О. А. Грачева посвящены изучению оболочковых конструкций с учётом дискретного размещения укрепляющих элементов, изучению их напряженно-деформированного состояния и устойчивости при статических и динамических нагрузках, развитию колебательных процессов. Разработана методика расчёта и определения оптимальных параметров обшивок и ребер при определённых нагрузках и разных материалах. Теоретические разработки сопровождались экспериментальными исследованиями и внедрялись в оборонную, авиационную, судостроительную, нефтеперерабатывающую промышленность, общее машиностроение, строительство. В частности, результаты его исследований использовались при проектировании летательных аппаратов в Конструкторском бюро «Южное».
Под руководством О. А. Грачева проведены исследования по актуальным направлениям науковедения: «Наукометрический анализ состояния научной системы Украины» (2000—2004), «Обобщение и систематизация результатов исследований, полученных в НАН Украины в ряде приоритетных междисциплинарных научных направлений» (2005—2009), «Исследование проблем трансформации научного потенциала НАН Украины с учётом кризисных явлений в экономике Украины».
О. А. Грачев является одним из авторов концепции внешнеэкономической деятельности Украины, соавтором монографий «Устойчивость ребристых оболочек вращения» (1987), «Академія наук України» (1993), «Національна академія наук України: проблеми розвитку та входження в Європейський науковий простір» (2007), автор около 200 статей.